# Streptomyces lincolnensis
Streptomyces lincolnensis é uma espécie de bactéria do género Streptomyces.
S. lincolnensis produz a lincomicina antibacteriana. Também produz valienol, um ciclitol C-7 semelhante em estrutura à valienamina.
O nome da espécie é em referência a Lincoln, Nebraska.